# Alexander Bah
Alexander Bah (* 9. Dezember 1997 in Årslev) ist ein dänischer Fußballspieler mit gambischen Wurzeln. Er steht bei Benfica Lissabon unter Vertrag und ist dänischer Nationalspieler.

## Karriere

### Verein
Alexander Bah, dessen Vater aus Gambia stammt, spielte zunächst in Vereinen in seinem Geburtsort Årslev für Årslev Boldklub auf der Insel Fünen sowie in Odense, der größten Stadt der Insel, wo er für den FC Fyn auflief. Nach dem Konkurs des FC Fyn wechselte er innerhalb der Stadt zu Næsby Boldklub, ehe er nach Mitteljütland ging und sich Ikast fS anschloss. Während seiner Zeit bei Ikast fS besuchte er eine Schule an einem Internat. Später kehrte Bah nach Fünen zurück und spielte wieder in Odense für Næsby Boldklub. Die erste Mannschaft spielte in der dritten Liga und dort absolvierte er auch seine ersten Ligaeinsätze im Herrenbereich. Später absolvierte er ein Probetraining beim Zweitligisten HB Køge, die ihn dann auch unter Vertrag nahmen. Sein erstes Spiel in einer Profiliga war die 1:2-Niederlage beim FC Fredericia am 14. August 2016, wo er im Alter von 18 Jahren zum Einsatz kam. Schon bald erkämpfte sich Alexander Bah einen Stammplatz und behielt seinen Platz in der Stammformation auch in seiner zweiten Saison bei HB Køge, welcher in der Region Sjælland auf der Insel Seeland beheimatet ist. Im August 2018 folgte der Wechsel zum Erstligisten SønderjyskE. Auch hier ist Bah Stammspieler und schaffte mit dem Verein, der in Haderslev (deutsch Hadersleben) unweit der deutschen Grenze ansässig ist, in den Saisons 2018/19 und 2019/20 jeweils den Klassenerhalt, in der zweitgenannten Saison folgte zudem der Gewinn des dänischen Pokals, der auch der erste Titel der Vereinsgeschichte ist.
Im Januar 2021 wechselte er nach Tschechien zu Slavia Prag, wobei SønderjyskE hierbei betonte, dass es ein „historischer Deal“ sei. Schnell erkämpfte sich Alexander Bah einen Stammplatz als rechter Außenverteidiger und gewann mit den Pragern das Double aus tschechischer Meisterschaft sowie dem Pokalwettbewerb. Zudem spielte Bah mit den Pragern in der K.O.-Phase der UEFA Europa League und setzte sich dort gegen Leicester City sowie gegen die Glasgow Rangers durch, ehe im Viertelfinale der FC Arsenal Endstation bedeutete. Er blieb Stammspieler und gewann mit den Pragern in der darauffolgenden Saison ebenfalls den tschechischen Meistertitel, zudem erreichte er mit Slavia in der neugegründeten UEFA Europa Conference League das Viertelfinale und schied dort gegen Feyenoord Rotterdam aus. Es folgte in der Sommertransferperiode der Saison 2022/23 der Wechsel nach Portugal zu Benfica Lissabon, wo Alexander Bah ebenfalls zu den Stammkräften gehörte und mit dem Verein portugiesischer Meister wurde. Mit Benfica erreichte er das Champions-League-Viertelfinale und schied dort gegen Inter Mailand, immerhin der spätere Finalist, aus. Bah konnte mit den Lissabonern in der folgenden Spielzeit den Meistertitel nicht verteidigen, zudem schied er mit Benfica in der Gruppenphase in der „Königsklasse“ als Dritter aus, durfte aber in der Europa League weiterspielen. Dort schieden sie im Viertelfinale gegen Olympique Marseille aus.

### Nationalmannschaft
Alexander Bah absolvierte im Jahr 2017 4 Spiele für die dänische U20-Nationalmannschaft. Im Jahr 2018 folgten 2 Einsätze für die U21-Auswahl. Bei allen Partien für die U20 und U21 der Dänen handelte es sich um Freundschaftsspiele. Im November 2020 wurde er von Trainer Kasper Hjulmand erstmals für die dänische A-Nationalmannschaft nominiert und debütierte daraufhin bei einem Freundschaftsspiel gegen Schweden, bei dem er mit Beginn der zweiten Halbzeit für Mannschaftskapitän Christian Eriksen eingewechselt wurde und mit dem Tor zum 2:0-Endstand seinen ersten Treffer für Danish Dynamite erzielte. 2022 nahm er mit der Nationalmannschaft an der Weltmeisterschaft teil und kam dort in zwei von drei Gruppenspielen zum Einsatz.